# Fabrikarbeiterverband
Der Verband der Fabrikarbeiter Deutschlands, auch kurz Fabrikarbeiterverband (FAV) genannt, war eine sozialdemokratisch orientierte, deutsche Gewerkschaft, die während der Zeit des Deutschen Kaiserreichs und der Weimarer Republik bestand. Er war die Vorläuferorganisation der 1946 gegründeten IG Chemie, Papier, Keramik.

## Gründung (1890) und Erster Verbandstag (1892)

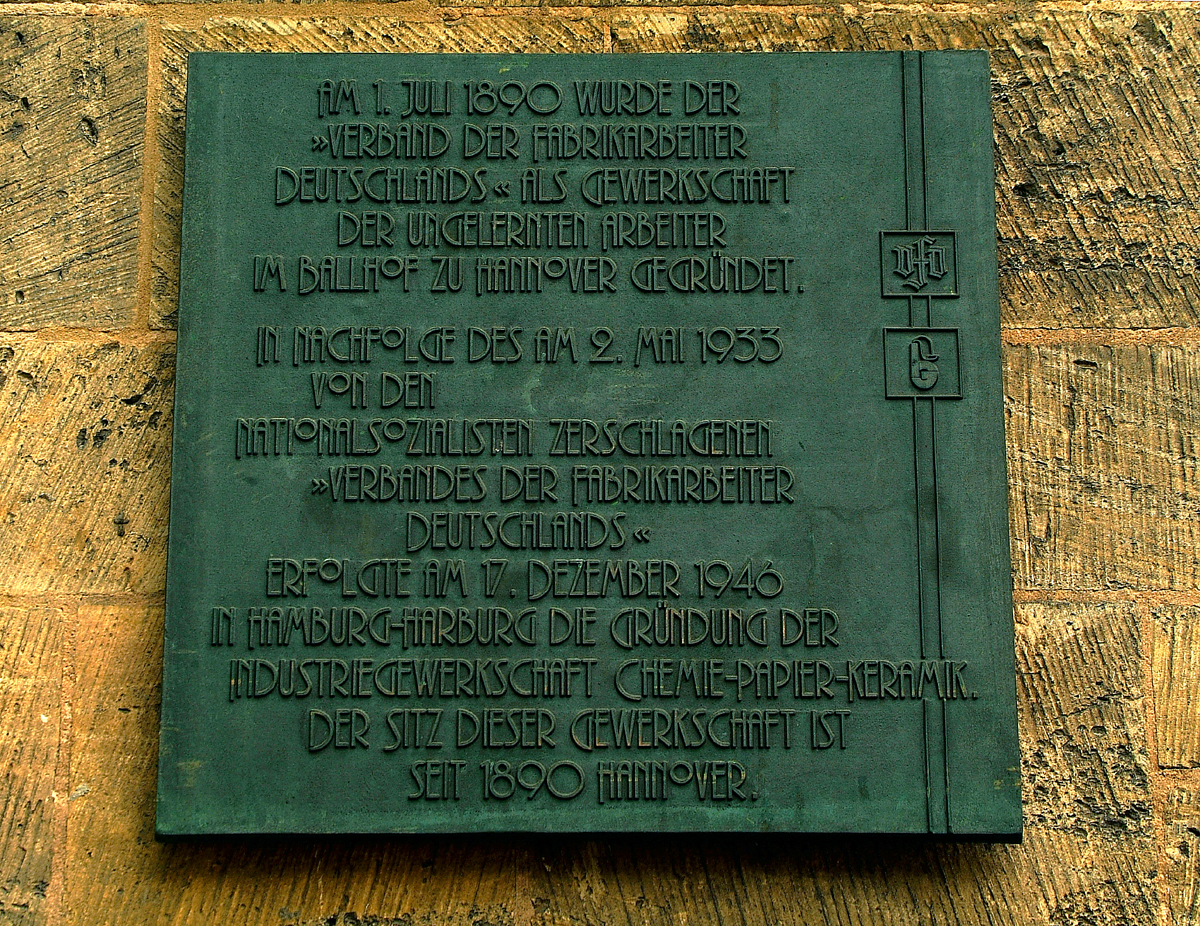
Tafel zur Gründung im Ballhof in Hannover am 1. Juli 1890, zur Zerschlagung durch die Nationalsozialisten und zur (Wieder-)Gründung 1946 als IG Chemie-Papier-Keramik

Am 29. Juni 1890 kamen Vertreter ungelernter Arbeiter aus 28 Orten des gesamten Deutschen Reiches in Hannover zum Kongress aller nichtgewerblichen Arbeiter Deutschlands zusammen. Am 1. Juli 1890 wurde infolge dieses Kongresses der Verband der Fabrik-, Land- und gewerblichen Hilfsarbeiter Deutschlands mit Sitz in Hannover gegründet. Den Vorsitz übernahm August Lohrberg, der das Amt jedoch bereits einen Monat später an August Brey weitergab.
Laut Statut nahm der Verband alle Arbeiter auf, „welche kein bestimmtes Handwerk betreiben sowie alle gewerblichen Arbeiter, denen es durch die Lage der örtlichen Verhältnisse nicht ermöglicht ist, sich ihren Berufsorganisationen anzuschließen.“ Dies waren vornehmlich Arbeiter der aufkommenden Industriezweige, wie etwa der Chemischen, Gummi- und papiererzeugenden Industrie, aber auch Arbeiter der Baustoff- und Nahrungsmittelindustrie, sowie Heimarbeiter und bis 1908 Landarbeiter.
Im August 1892 wurde der Erste Ordentliche Verbandstag in Braunschweig abgehalten. Er beschloss u. a. die Aufnahme von Frauen. Der Verband benannte sich dementsprechend in Verband der Fabrik-, Land- und gewerblichen Hilfsarbeiter und Arbeiterinnen Deutschlands um. Ende des Jahres zählte der Verband nahezu 3 200 Mitglieder, darunter etwa tausend Frauen.

## Weitere Entwicklung im Kaiserreich
Im August 1894 lagen dem Zweiten Verbandstag des Fabrikarbeiterverbandes in Celle erstmals Anträge für die Einführung einer Arbeitslosenunterstützung vor, die jedoch aufgrund mangelnder finanzieller Mittel des Verbandes nicht verwirklicht werden konnte.
Im Frühjahr 1896 bestritt der Verband erstmals größere Arbeitskampfmaßnahmen: In Bielefeld streikten die Arbeiter einer Maschinenfabrik, in Hamburg Arbeiter einer Ölmühle, einer Margarinefabrik sowie zahlreiche Kaffee-Verleserinnen, in Halberstadt die Arbeiter einer Ziegelei. Die Streiks trieben den Verband jedoch beinahe in den finanziellen Ruin.
Um die Jahrhundertwende waren bereits nahezu 32 000 Mitglieder im FAV organisiert. 1904 beschloss der Verbandstag in Hamburg die bereits zehn Jahre zuvor erwogene Einführung einer Erwerbslosenunterstützung. Ende 1905 hatte sich die Mitgliederzahl des Verbandes mehr als verdoppelt. Im gehörten nunmehr fast 76 000 Männer und Frauen an. 
Der Achte Ordentliche Verbandstag im August 1906 in Leipzig trug der steigenden Zahl der Verbandsmitglieder Rechnung. Der FAV gab seinen bisherigen Charakter eines allgemeinen Berufsverbandes der Ungelernten auf und organisierte sich neu. Er umfasste nunmehr nur noch Betriebe der
- Berufsgenossenschaften der Chemischen Industrie
- Papiermacherberufsgenossenschaften
- Ziegeleigenossenschaften
- Zuckerberufsgenossenschaften
- Landwirtschaft
- Berufsgenossenschaften der Molkereien, Brennereien etc.

Im August 1908 benannte sich der Verband in Verband der Fabrikarbeiter Deutschlands um. Seit 1912 stand der FAV allen Arbeitern und Arbeiterinnen der Chemischen, Papier- und Baustoff- sowie der Nahrungsmittelindustrie offen. Aus dem offenen Berufsverband der Ungelernten war eine Industriearbeitergewerkschaft geworden. Ende 1912 zählte der FAV bereits über 207 000 Mitglieder.

## Weimarer Zeit

August Brey

1919 wurde die Zentralarbeitsgemeinschaft aus Unternehmern und Gewerkschaften gegründet. Unter ihrem Dach entstand die Reichsarbeitsgemeinschaft Chemie, der neben dem Verein zur Wahrung der Interessen der Chemischen Industrie Deutschlands und dem FAV auch der Christliche Fabrikarbeiterverband sowie der Hirsch-Dunckersche Gewerkverein der Fabrik- und Handarbeiter angehörten. Erstmals konnten dadurch in der chemischen Großindustrie Tarifverträge abgeschlossen werden. Bis Ende 1919 erlebte der FAV einen deutlichen Aufschwung. Die Mitgliederzahl hatte sich gegenüber 1912 erneut mehr als verdoppelt. Im FAV waren nun mehr als 602 000 Mitglieder organisiert. Der FAV war damit die viertgrößte Gewerkschaft im Allgemeinen Deutschen Gewerkschaftsbund. 1913 hatten sich der Verband der Blumenarbeiter, 1919 der Verband der Tapeten-, Wachstuch- und Linoliumdrucker dem FAV angeschlossen.
In den Jahren der Inflation musste der FAV jedoch einen dramatischen Mitgliederverlust hinnehmen. Waren 1923 noch fast 523 000 Mitglieder im FAV organisiert, zählte er 1924 nur noch 325 000 Mitglieder. Zudem verlor der Verband die Hälfte seines Vermögens durch die Inflation. Im selben Jahr trat der FAV auch aus der Reichsarbeitsgemeinschaft Chemie aus.
Im August 1926 schlossen sich jedoch der Glasarbeiterverband und der Porzellanarbeiterverband dem FAV an, was dem Mitgliederschwund entgegenwirkte. Zur Feier des 40-jährigen Bestehens des FAV am 28. Juni 1930 konnte ein eigenes Verbandshaus in Hannover eingeweiht werden. 
Im Juli 1931 trat August Brey nach über 40-jähriger Amtszeit auf dem Verbandstag in München vom Vorsitz des FAV zurück. Zum neuen Vorsitzenden wurde Karl Thiemig gewählt.
Im Januar 1932 rief der FAV alle seine Mitglieder auf, sich in die Eiserne Front von SPD, Reichsbanner, freien Gewerkschaften und Arbeitersportverbänden gegen den aufziehenden Faschismus einzureihen und entschlossen die NSDAP zu bekämpfen.

## Das Ende im Dritten Reich
Am 1. April 1933 besetzten SA-Kommandos die Zentrale des FAV in Hannover und verhafteten zahlreiche Verbandsfunktionäre. Ein NS-Kommissar wurde an ihrer Stelle eingesetzt. Mit der endgültigen Zerschlagung der Freien Gewerkschaften am 2. Mai 1933 wurde auch der FAV aufgelöst. Seine Mitglieder wurden nunmehr gezwungen sich in der Deutschen Arbeitsfront zu organisieren.